# 10月25日
10月25日是阳历一年中的第298天（闰年第299天），离全年的结束还有67天。

## 大事记

### 19世紀以前
- 1415年：英格兰国王亨利五世率领的步兵和弓兵部队在阿金库尔战役中打败法国骑兵部队。
- 1586年：蘇格蘭女王玛丽被英格兰法庭判处死刑。
- 1760年：在喬治二世突然逝世後，22歲的喬治三世繼任成為大不列顛國王和愛爾蘭國王。

### 19世紀
- 1854年：克里米亞戰爭：在巴拉克拉瓦戰役中，命途多舛的輕騎兵的衝鋒被俄軍決然擊退。
- 1860年：清朝恭親王奕訢和法國駐華公使葛罗签订《中法北京条约》。
- 1864年：太平天国幼天王，洪秀全长子洪天贵福于江西石城荒山被清军所俘。
- 1875年：俄羅斯作曲家彼得·柴可夫斯基作品《第1鋼琴協奏曲》在美國波士頓首次演出。

### 20世紀
- 1915年：孫中山和宋慶齡在日本东京登记结婚。
- 1931年：用以連接紐約州紐約市曼哈頓與紐澤西州李堡之懸索橋乔治·华盛顿大桥通车。
- 1936年：德国和意大利的代表在柏林签订同盟条约，柏林-罗马轴心建立。
- 1937年:蘇聯集體驅逐高麗族至中亞。
- 1938年：武汉沦陷，中國抗日戰爭中规模最大的局部战争武汉会战因此结束。
- 1945年：在臺日軍依照盟軍最高統帥麥克阿瑟發布的《一般命令第一號》向同盟國授權的代表蔣介石委派的代表何應欽委派的受降代表陳儀投降，是以於臺北公會堂舉行臺灣地區的受降典禮。
- 1949年：位於壟口海灘拋錨的中華民國國軍戰車排3輛M5A1戰車成員，注意到海面上射出的紅色信號彈，以及大量來自解放軍的機帆船和機槍攻擊，古寧頭戰役爆發。
- 1950年：中国人民志愿军出国作战參加韓戰，并同朝鲜人民军于同日发动抗美援朝第一次戰役。
- 1951年：英國大選，保守党击败工党，邱吉尔再任首相。
- 1958年：甘肅省銀川專區升格為宁夏回族自治区，成為中華人民共和國第四個省級自治區。
- 1961年：美蘇坦克在查理檢查哨两侧互相對峙，此後東西德正式對立。
- 1962年：日本國家女子排球隊以全勝之姿贏得世界排球錦標賽冠軍，被稱為「東洋魔女」。
- 1971年：聯合國大會通過聯合國大會2758號決議，由中華人民共和國取代中華民國的中國席次。
- 1972年：香港十年建屋計劃。
- 1980年：西摩两国计划连接直布罗陀海峡。
- 1983年：美國以軍政府發動政變、保護僑民及應東加勒比國家組織請求為由，對格瑞那達發起軍事入侵。
- 1987年：中國共產黨第十三次全國代表大會在北京召开。
- 1995年：巴勒斯坦在约旦河西岸全面自治。
- 1996年：最后一届港京拉力赛结束。
- 1999年：《聯合國氣候變化綱要公約》第5屆締約方會議召開。

### 21世紀
- 2001年：美国微软公司开发的视窗操作系统Windows XP在纽约向全球正式发布。
- 2006年：La new熊在中華職棒17年總冠軍賽擊敗統一獅，獲得年度總冠軍。
- 2007年：空中客车A380首次商業飛行，新加坡航空公司從新加坡樟宜機場飛抵澳洲雪梨京斯福特·史密斯機場。
- 2009年：統一7-ELEVEn獅在中華職棒20年總冠軍賽擊敗兄弟象，獲得年度總冠軍。
- 2010年：位於印度尼西亞中爪哇省的默拉皮火山開始一系列火山噴發，並持續1個月之久。
- 2012年：微软在纽约发布Windows 8。
- 2021年：蘇丹武裝部隊在首都喀土穆發動軍事政變，逮捕總理阿卜杜拉·哈姆杜克等官員。
- 2022年：莉茲·特拉斯以49天的時間結束了英國最短的首相任期。

## 出生
- 810年：仁明天皇，日本第54代天皇（850年逝世）
- 1642年：鄭經，明鄭王朝君主，鄭成功之嫡長子（1681年逝世）
- 1682年：蔡溫，琉球國第二尚氏王朝時期著名的政治家、儒者（1762年逝世）
- 1683年：查爾斯·斐茲洛伊，英國貴族，第二代葛拉夫頓公爵（1757年逝世）
- 1806年：麥克斯·施蒂納，德國後黑格爾主義哲學家（1856年逝世）
- 1811年：埃瓦里斯特·伽罗瓦，法國數學家（1832年逝世）
- 1825年：小約翰·斯特劳斯，奥地利音樂家（1899年逝世）
- 1838年：喬治·比才，法國作曲家（1875年逝世）
- 1870年：埃德溫·泰勒·波洛克，美國海軍上校（1943年逝世）
- 1874年：黃兴，辛亥革命先驱（1916年逝世）
- 1877年：亨利·諾利斯·羅素，美國天文學家（1957年逝世）
- 1881年：巴伯羅·畢卡索，近代著名西班牙画家、法國現代画派主要代表（1973年逝世）
- 1884年：松山基範，日本地球物理學家（1958年逝世）
- 1887年：西奥多·罗纳德·布莱利，英國音樂家，鐵達尼號鋼琴手（1912年逝世）
- 1888年：李察·柏德，美國極地探險家、飛行員（1957年逝世）
- 1895年：列維·艾希科爾，以色列政治人物，第3任以色列總理（1969年逝世）
- 1891年：查爾斯·庫格林，加拿大裔美國牧師（1979年逝世）
- 1908年：高棪，臺灣編舞家，被譽為「臺灣舞蹈教育之母」（2001年逝世）
- 1912年：關山月，中國嶺南畫派畫家（2000年逝世）
- 1913年：克勞斯·巴比，納粹德國親衛隊領袖（1991年逝世）
- 1915年：伊萬·尼雲，美國數學家（1999年逝世）
- 1921年：德間康快，日本企業家、電影製作人（2000年逝世）
- 1928年：彼得·諾爾，丹麥天文學家、計算機科學家（2016年逝世）
- 1928年：保羅·門德斯·達·羅查，巴西建築師（2021年逝世）
- 1929年：陳美玉，中華民國排球前輩、台灣童軍運動先驅（2005年逝世）
- 1931年：薗頭健吉，日本化學家
- 1932年：維托爾德·福金，烏克蘭政治人物，首任烏克蘭總理（2025年逝世）
- 1936年：野澤雅子，日本女性聲優
- 1940年：鮑勃·奈特，美國籃球教練（2023年逝世）
- 1944年：阿兹占阿都拉萨，马来西亚吉打州第10任州务大臣（2013年逝世）
- 1944年：任正非，中國企業家
- 1948年：戴夫·考文斯，美國職業籃球運動員
- 1949年：卓勝利，台灣藝人（2012年逝世）
- 1954年：賴聲川，台灣舞台劇導演
- 1955年：陳光復，臺灣政治人物，現任澎湖縣縣長
- 1957年：南希·卡特賴特，美國女演員、配音員、喜劇演員
- 1962年：利菁，台灣主持人
- 1964年：恩田陸，日本作家
- 1967年：松本大洋，日本漫畫家
- 1967年：徐宜淑，韓國女演員
- 1968年：廖昌永，中國男中音歌唱家
- 1969年：伊力哈木·土赫提，中國經濟學家
- 1971年：朱茵，香港女演員
- 1971年：楊晨，中國播音員、主持人
- 1971年：艾麗芙·沙法克，土耳其裔英國小說家、散文家、演講家、政治學家、活動家
- 1975年：安東尼·史達，紐西蘭男演員
- 1976年：盧比度·羅沙達，香港西班牙籍足球員
- 1976年：朱泳騰，中國男演員
- 1978年：余憲忠，台灣男歌手
- 1978年：高树瑪利亞，日本AV女優、電視演員
- 1982年：林二汶，香港女歌手
- 1982年：伊姆蘭·阿巴斯，巴基斯坦男演員
- 1983年：红音萤，日本AV女優（2016年逝世）
- 1983年：鮎川奈緒，日本AV女優
- 1984年：凱蒂·佩芮，美國歌手
- 1984年：瑪麗亞·利沃娃-別洛娃，俄羅斯政治人物
- 1985年：高垣彩陽，日本女性聲優、歌手
- 1985年：席亞拉，美國歌手、演員、時尚模特
- 1987年：渡边志穗，日本女子偶像團體AKB48成員
- 1988年：錢德勒·帕森斯，美國職業籃球運動員
- 1988年：蘇詩丁，中國女歌手
- 1989年：華天，中國馬术選手
- 1990年：車潤秋，香港足球運動員
- 1990年：米蘭娜·拉錫，塞爾維亞女子排球運動員
- 1991年：曹思詩，香港藝人
- 1992年：吳佳穎，臺灣女子射擊運動員
- 1993年：山大·蕭佛利，美國男子職業高爾夫球運動員
- 1993年：伊萬·加西亞，墨西哥跳水運動員
- 1993年：亞歷山大·邦達爾，烏克蘭裔俄羅斯跳水運動員
- 1993年：袁澧林，香港模特兒、演員、公民足球隊球員。
- 1994年：西本梨美，日本女性聲優
- 1994年：西蒙·高茨，法國男子乒乓球運動員
- 1995年：王欣逸，臺灣前童星
- 1996年：古川琴音，日本女演員
- 1996年：閆桉，韓國男子偶像團體PENTAGON成員
- 1998年：陳柏清，臺灣職業棒球運動員
- 1998年：Lee Know，韓國男子偶像團體Stray Kids成員
- 1998年：胡安·索托，美國職業棒球運動員
- 1998年：菲利克斯·桑德曼，瑞典男歌手、演員
- 2000年：板垣瑞生，日本男演員、歌手（2025年逝世）
- 2000年：周知方，華裔美籍花式滑冰運動員
- 2000年：丹·恩多耶，瑞士職業足球運動員
- 2000年：喬納森·潘佐，英格蘭職業足球運動員
- 2000年：蒂爾諾·巴洛，象牙海岸職業足球運動員
- 2001年：伊莉莎白·泰瑞絲·瑪麗·海倫妮，比利时公主
- 生年不詳：佐佐木亞紀，日本女性聲優

## 逝世
- 348年：慕容皝，字元真，小字万年，鲜卑族人。中國五胡十六國時代前燕的開國君主（297年出生）
- 1400年：喬叟，英国中世纪著名作家（1343年出生）
- 1653年：泰奧夫拉斯特·勒諾多，法國報紙發行人、醫生、慈善家（1343年出生）
- 1705年：德川賴職，日本江戶時代中期大名（1680年出生）
- 1760年：喬治二世，大不列顛國王及愛爾蘭國王，漢諾威選帝侯（1683年出生）
- 1806年：亨利·诺克斯，美国书商、军官、政治家，曾任美国战争部长（1750年出生）
- 1943年：洪範圖，韓國獨立運動家（1868年出生）
- 1944年：關行男，日本海軍中校（1921年出生）
- 1952年：謝爾蓋·波特凱維茨，烏克蘭作曲家、鋼琴家（1877年出生）
- 1955年：佐佐木禎子，日本廣島市原爆被爆者（1943年出生）
- 1993年：陳百強，香港歌手（1958年出生）
- 2010年：章魚保羅，足球“神算”（2008年出生）
- 2013年：比爾·夏曼，前美國NBA籃球運動員（1926年出生）
- 2013年：哈爾·尼達姆，美國男演員（1931年出生）
- 2013年：奧古斯都·奧登，義大利經濟學家，與米凱拉·奧登（Michaela Odone）共同合成羅倫佐的油（1933年出生）
- 2018年：李咏，中国中央电视台著名节目主持人（1968年出生）
- 2019年：唐·瓦倫丁，美國風險投資家（1932年出生）
- 2020年：李健熙，韓國三星集團第二任會長[1]（1942年出生）
- 2021年：付國豪，中國前《環球時報》新聞工作者。（1991年出生）
- 2022年：陳子福，臺灣電影海報畫家（1926年出生）
- 2023年：王淀佐，中國礦物工程學家（1934年出生）
- 2024年：王慶豐，臺灣政治人物，前任花蓮縣縣長（1933年出生）
- 2024年：金守美，韓國女演員（1949年出生）

## 节假日和习俗
- 世界義大利麵日[2]
- 人类天花绝迹日
- 中华人民共和国：中国人民志愿军出国抗美援朝纪念日
- 中華民國：臺灣光復節暨金門古寧頭大捷紀念日[3]
- ：獨島日
- 立陶宛：憲法日
- ：共和國日
- 羅馬尼亞：軍人節